# YG 宝石箱
YG 宝石箱（ワイジーほうせきばこ）は、YGエンターテインメントが主催する韓国のオーディション番組である。参加者はYGエンターテインメントの男子練習生29人で、当時の年齢で14-19歳が参加。最終メンバーはTREASUREとして2020年8月7日にデビュー。

## 略歴

### 2018年
10月19日、YG代表のヤン・ヒョンソクが自身のブログにてYG宝石箱に関する計画の詳細を公表。
11月5日、参加者のうちのAグループを公開。6日にはBグループ、7日はCグループ、8日はJグループを公開。
11月16日、第一話が公開。

### 2019年
1月25日、デビューするメンバーが最終決定。
1月28日、デビューするグループ名『TREASURE』を公開。
1月29日、TREASUREとは別にデビューする新たな6人組グループを発表。
2月4日、6人組グループのメンバーが最終決定。
2月7日、新たなグループの名前『MAGNUM』が公開され、TREASUREと共に『TREASURE 13』として合同デビューすることを発表。
7月24日、7月デビューの予定が延期。
12月31日、ハ・ユンビンが契約解除。

### 2020年
1月6日、ハ・ユンビンの契約解除が公式的に発表され、それに伴いグループ名をTREASURE13からTREASUREに変更。
8月7日、TREASUREがデビュー。

## 参加者
Group A 平均練習生時間が4年以上の実力派グループ
| 名前             | 名前     | 生年月日               | 備考                                                                        |
| カタカナ表記     | ハングル | 生年月日               | 備考                                                                        |
| ---------------- | -------- | ---------------------- | --------------------------------------------------------------------------- |
| イ・ミダム       | 이미담   | 1997年10月27日（27歳） |                                                                             |
| イ・ビョンゴン   | 이병곤   | 1998年3月5日（27歳）   | オーディション番組「MIXNINE」少年チーム最終9位。                            |
| キム・スンフン   | 김승훈   | 1999年2月26日（26歳）  |                                                                             |
| チェ・ヒョンソク | 최현석   | 1999年4月21日（26歳）  | オーディション番組「MIXNINE」少年チーム最終5位。 「TREASURE」としてデビュー |
| キム・ジュンギュ | 김준규   | 2000年9月9日（24歳）   | 元子役。 「TREASURE」としてデビュー                                         |
| パン・イェダム   | 방예담   | 2002年5月7日（23歳）   | K-POP STAR SEASON 2にて準優勝。 「TREASURE」としてデビュー                  |
| キム・ドヨン     | 김도영   | 2003年12月4日（21歳）  | 脱落後「MAGNUM」のメンバーに抜擢、その後「TREASURE」としてデビュー。        |

Group B 比較的練習生期間が短く、ビジュアル担当で構成されたグループ
| 名前             | 名前     | 生年月日               | 備考                                                     |
| カタカナ表記     | ハングル | 生年月日               | 備考                                                     |
| ---------------- | -------- | ---------------------- | -------------------------------------------------------- |
| パク・ジフン     | 박지훈   | 2000年3月14日（25歳）  | 脱落後「MAGNUM」に抜擢、その後「TREASURE」としてデビュー |
| ワン・グノ       | 왕군호   | 2000年5月8日（25歳）   |                                                          |
| カン・ソクファ   | 강석화   | 2000年12月1日（24歳）  | 脱落後「WEi」としてデビュー                              |
| ハ・ユンビン     | 하윤빈   | 2000年12月11日（24歳） |                                                          |
| チャン・ユンソ   | 장윤서   | 2001年4月4日（24歳）   |                                                          |
| ユン・ジェヒョク | 윤재혁   | 2001年7月23日（23歳）  | 「TREASURE」としてデビュー                               |
| キム・ソンヨン   | 김성연   | 2002年6月18日（23歳）  | オーディション番組「MIXNINE」に出演。                    |
| ギル・ドファン   | 길도환   | 2003年8月26日（21歳）  |                                                          |

Group C 実力派ではあるものの、年が幼めのグループ
| 名前               | 名前     | 生年月日               | 備考                         |
| カタカナ表記       | ハングル | 生年月日               | 備考                         |
| ------------------ | -------- | ---------------------- | ---------------------------- |
| キム・ヨンギュ     | 김연규   | 2004年5月3日（21歳）   |                              |
| パク・ジョンウ     | 박정우   | 2004年9月28日（20歳）  | 「TREASURE」としてデビュー   |
| イ・インホン       | 이인홍   | 2004年11月12日（20歳） |                              |
| ユン・シユン       | 윤시윤   | 2005年1月8日（20歳）   |                              |
| チョン・ジュニョク | 정준혁   | 2005年1月17日（20歳）  |                              |
| ソ・ジョンファン   | 소정환   | 2005年2月18日（20歳）  | 「TREASURE」としてデビュー   |
| キム・ジョンソプ   | 김종섭   | 2005年11月19日（19歳） | K-POP STAR SEASON 6 優勝者。 |

Group J YGの日本支社であるYG Japanで練習生生活を送った日本人グループ
| 名前         | 名前     | 生年月日              | 備考                                                                                              |
| カタカナ表記 | ハングル | 生年月日              | 備考                                                                                              |
| ------------ | -------- | --------------------- | ------------------------------------------------------------------------------------------------- |
| コタロ       | 코타로   | 1999年6月17日（26歳） |                                                                                                   |
| ヨシノリ     | 요시노리 | 2000年5月15日（25歳） | 途中で脱落も、「MAGNUM」のメンバーに選ばれ、結果「TREASURE」としてデビュー                        |
| マシホ       | 마시호   | 2001年3月25日（24歳） |                                                                                                   |
| マヒロ       | 마히로   | 2001年3月28日（24歳） |                                                                                                   |
| ケイタ       | 케이타   | 2001年7月4日（24歳）  | 脱落し、他の事務所で「Ciipher」としてデビュー。BOYS PLANETに出演し脱落後「EVNNE」として再デビュー |
| アサヒ       | 아사히   | 2001年8月20日（23歳） | 途中で脱落も、「MAGNUM」のメンバーに選ばれ、結果「TREASURE」としてデビュー                        |
| ハルト       | 하루토   | 2004年4月5日（21歳）  | 「TREASURE」としてデビュー                                                                        |

## 参加メンバーのその後
| 名前             | 現在の活動グループ及び活動形態 | 活動の詳細 |
| ---------------- | ------------------------------ | --- |
| チェ・ヒョンソク | TREASURE (2020年8月7日 - )     | TREASUREのメンバーとしてデビュー                                                                                       |
| パク・ジフン     | TREASURE (2020年8月7日 - )     | TREASUREのメンバーとしてデビュー                                                                                       |
| ヨシノリ         | TREASURE (2020年8月7日 - )     | TREASUREのメンバーとしてデビュー                                                                                       |
| キム・ジュンギュ | TREASURE (2020年8月7日 - )     | TREASUREのメンバーとしてデビュー                                                                                       |
| マシホ           | TREASURE (2020年8月7日 - )     | TREASUREのメンバーとしてデビュー                                                                                       |
| ユン・ジェヒョク | TREASURE (2020年8月7日 - )     | TREASUREのメンバーとしてデビュー                                                                                       |
| アサヒ           | TREASURE (2020年8月7日 - )     | TREASUREのメンバーとしてデビュー                                                                                       |
| バン・イェダム   | TREASURE (2020年8月7日 - )     | TREASUREのメンバーとしてデビュー                                                                                       |
| キム・ドヨン     | TREASURE (2020年8月7日 - )     | TREASUREのメンバーとしてデビュー                                                                                       |
| ハルト           | TREASURE (2020年8月7日 - )     | TREASUREのメンバーとしてデビュー                                                                                       |
| パク・ジョンウ   | TREASURE (2020年8月7日 - )     | TREASUREのメンバーとしてデビュー                                                                                       |
| ソ・ジョンファン | TREASURE (2020年8月7日 - )     | TREASUREのメンバーとしてデビュー                                                                                       |
| ハ・ユンビン     |                                | TREASUREのデビューメンバーに選ばれたものの脱退。                                                                       |
| キム・スンフン   | CIX (2019年7月23日 - )         | 2019年7月23日、CIXのメンバーとしてデビュー。                                                                           |
| イ・ビョンゴン   | CIX (2019年7月23日 - )         | 2019年7月23日、CIXのメンバーとしてデビュー。                                                                           |
| イ・ミダム       |                                | PRODUCE X 101に参加後、パク・ボムが所属するD Nationエンターテインメントに練習生として移籍。                            |
| カン・ソグァ     | WEi (2020年10月5日 - )         | 2019年、個人練習生としてPRODUCE X 101に出演。その後OUIエンターテインメントに所属し、WEiのメンバーとしてデビュー。      |
| キム・ジョンソプ | P1Harmony (2020年10月28日 - )  | FNCエンターテインメントに移籍し、P1Harmonyのメンバーとしてデビュー。                                                   |
| マヒロ           | BUGVEL (2022年3月30日 -)       | 2019年、PRODUCE X 101に出演。その後2022年に日本のアイドルグループBUGVELのメンバーとしてデビュー。                      |
| ワン・グノ       | BUGVEL (2022年3月30日 -)       | 2019年、PRODUCE X 101に出演。その後2022年に日本のアイドルグループBUGVELのメンバーとしてデビュー。                      |
| ギル・ドファン   | Ciipher (2021年3月15日 - )     | 事務所を移籍し、Ciipherのメンバーとしてデビュー。2人のうちケイタは2023年にBOYS PLANETへ出演。その後EVNNEでデビュー。   |
| ケイタ           | Ciipher (2021年3月15日 - )     | 事務所を移籍し、Ciipherのメンバーとしてデビュー。2人のうちケイタは2023年にBOYS PLANETへ出演。その後EVNNEでデビュー。   |
| キム・ヨンギュ   | ATBO (2022年7月27日 - )        | 2022年、オーディション番組『THE ORIGIN A,B or What?』に出演し、7人組アイドルグループ「ATBO」のメンバーとしてデビュー。 |
| ユン・シユン     | AMPERS&ONE (2023年11月15日 - ) | FNCエンターテインメントに移籍し、AMPERS&ONEのメンバーとしてデビュー。                                                  |